# Фудзивара-но Фусасаки
Фудзивара-но Фусасаки (яп. 藤原 房前; 681 — 25 мая 737) — японский аристократ периода Нара, сын Фудзивара-но Фухито и Сога-но Сёси. Вместе с тремя братьями попытался установить гегемонию рода Фудзивара, устранив в 729 году главного конкурента — принца Нагая. Умер во время эпидемии оспы, стал основателем одной из ветвей рода.
Фудзивара-но Фусаски был женат на Муро-но О-окими. В этом брак родились Фудзивара-но Нагатэ, Фудзивара-но Мататэ и Фудзивара-но Митатэ, а также дочь (её имя неизвестно), ставшая женой императора Сёму.